# فرانثيسكو جيين روبليس
فرانشيسكو روبلس (بالإسبانية: Francisco Guillén Robles)‏ (1846 - 1926 م) هو مستشرق إسباني عرف خصوصاً بالفهرس الذي وضعه للمخطوطات العربية في المكتبة الوطنية بمدريد، وقد كان أميناً لقسم المخطوطات العربية في تلك المكتبة سنوات عديدة.